# ویلار فوکیاردو
ویلار فوکیاردو (به ایتالیایی: Villar Focchiardo) یک کومونه در ایتالیا است که در استان تورین واقع شده‌است. ویلار فوکیاردو ۲۵٫۶ کیلومتر مربع مساحت و ۲٬۰۴۱ نفر جمعیت دارد.

## خواهرخوانده
شهر Saint-Julien-Mont-Denis خواهرخواندهٔ ویلار فوکیاردو هست.